# إياد مخلوف
إياد مخلوف (مواليد 21 يناير 1973) هو رائد في إدارة المخابرات العامة السورية، وهو شقيق رجل الأعمال السوري رامي مخلوف وابن خال الرئيس السوري السابق بشار الأسد.
فرض الاتحاد الأوروبي عليه عقوبات ووزارة الخزانة الأمريكية ووزارة الخزانة البريطانية بسبب العنف ضد المدنيين أثناء الحرب الأهلية السورية، ولمساعدة رامي مخلوف أو الحكومة السورية على التهرب من العقوبات.
وبعد معركة دمشق بقليل في عام 2024، أصيب في إطلاق نار أدى إلى مقتل شقيقه إيهاب.